# 미국 육군의 사단 목록
다음은 미국 육군의 사단 목록이다.

## 현존

### 정규군

육군 정규군 사단
제1기병사단 "The First Team"
제1기갑사단 "Old Ironsides"
제1보병사단 "Big Red One"
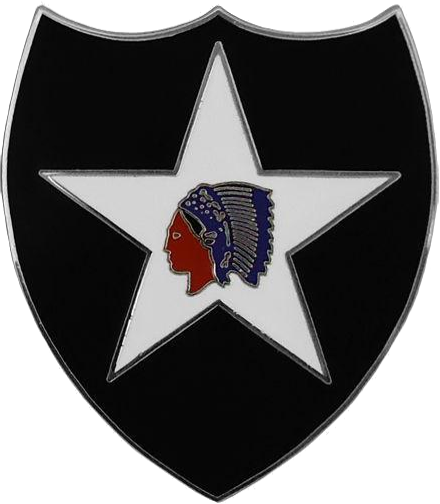
제2보병사단 "Indianhead"
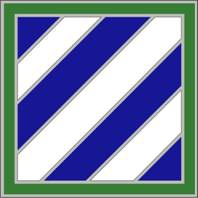
제3보병사단 "Marne"
제4보병사단 "Ivy"
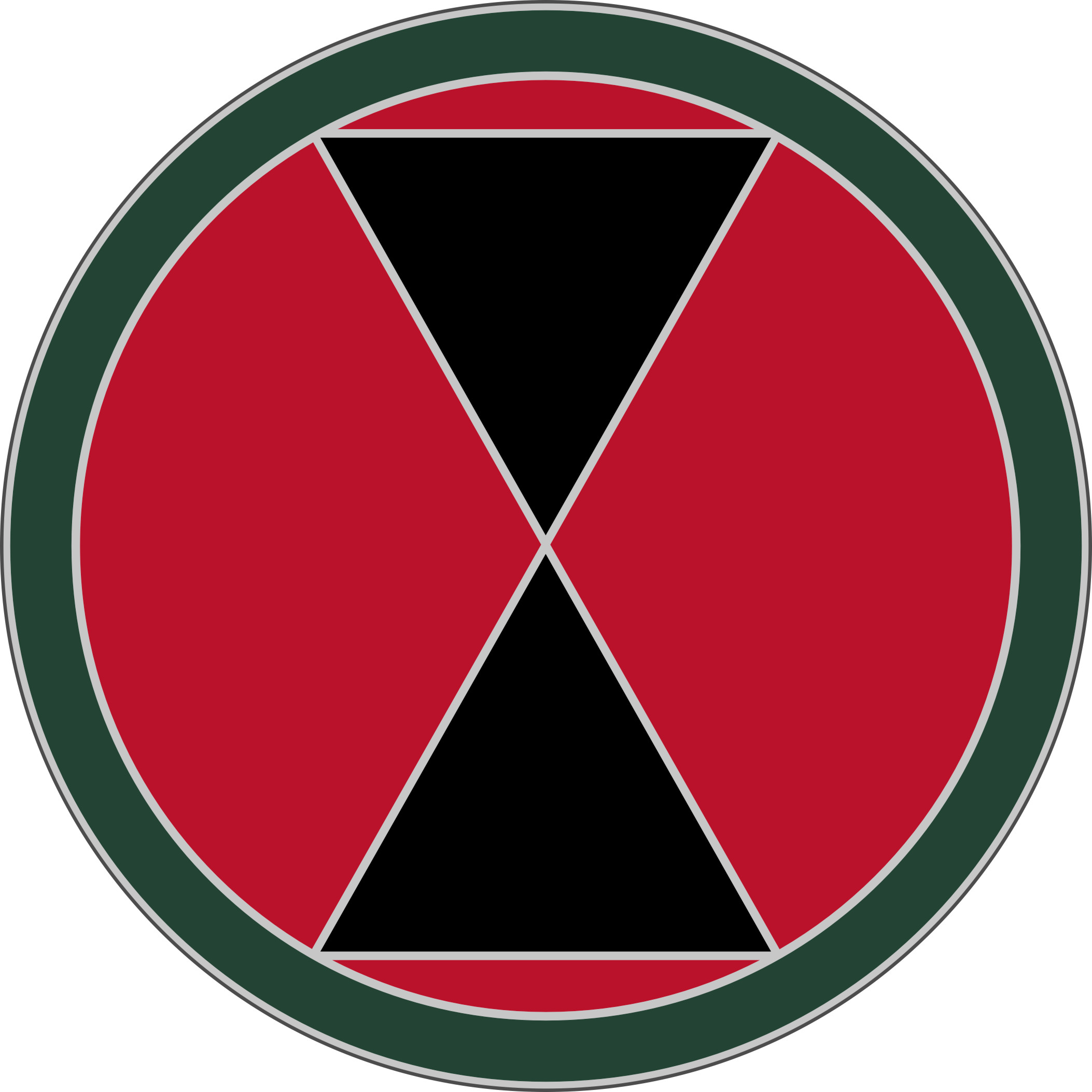
제7보병사단 "Bayonet"
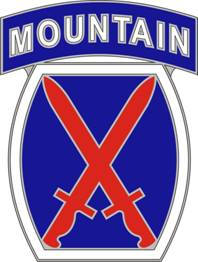
제10산악사단 "Climb to Glory"
제25보병사단 "Tropic Lightning"
제82공수사단 "All American"
제101공수사단 "Screaming Eagles"

### 국가방위대

육군 국가방위대 보병사단
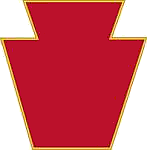
제28보병사단 "Keystone"
제29보병사단 "Blue and Gray"
제34보병사단 "Red Bull"
제35보병사단 "Santa Fe"
제36보병사단 "Arrowhead"
제38보병사단 "Cyclone"
제40보병사단 "Sunshine"
제42보병사단 "Rainbow"

### 예비군

육군 예비군 사단
제63즉각대응사단 "Blood and Fire"
제78훈련사단 "Lightning"
제81즉각대응사단 "Wildcat"
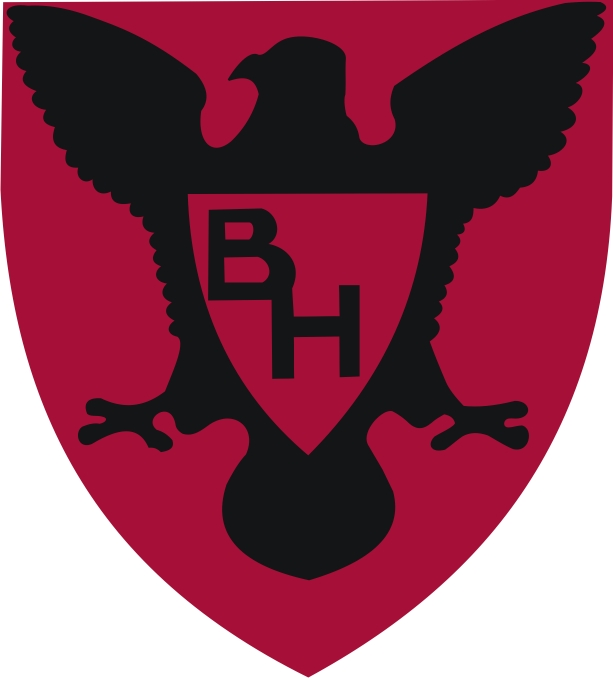
제86훈련사단 "Blackhawk"
제88즉각대응사단 "Fighting Blue Devils/Clover Leaf"
제91훈련사단 "Wild West"
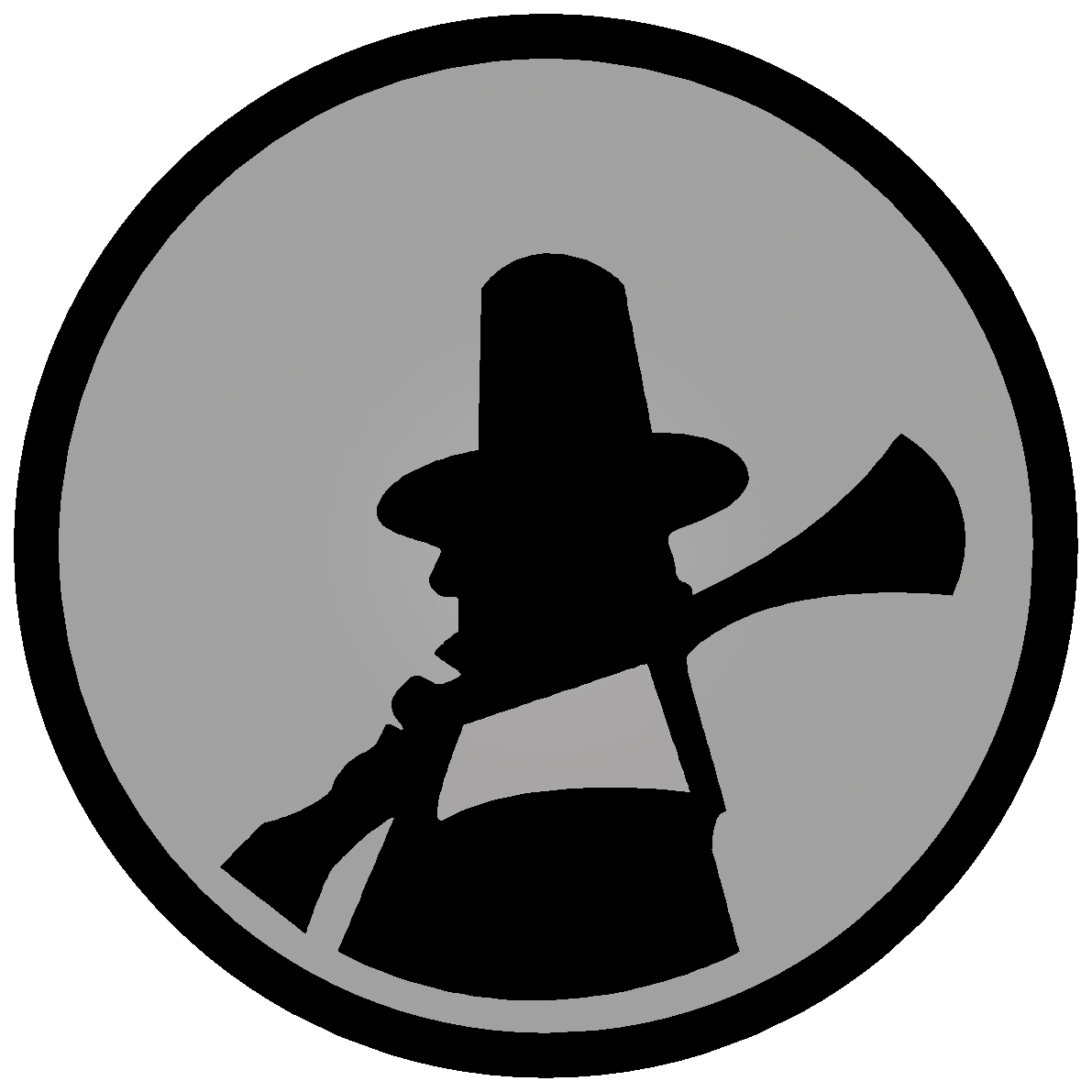
제94훈련사단 "Neuf Cats"
제95훈련사단 "Iron Men of Metz"
제98훈련사단 "Iroquois"
제99즉각대응사단 "Checkerboard"
제100훈련사단 "Century"
제102훈련사단 "Ozark"
제104훈련사단 "Timberwolf"

- 제1군 동부사단
- 제1군 서부사단

## 과거

### 보병

#### 서수

서수 보병사단
제5보병사단 "Red Diamond"
제6보병사단 "Sightseeing Sixth"
제8보병사단 "Pathfinder"
제9보병사단 "Old Reliables"
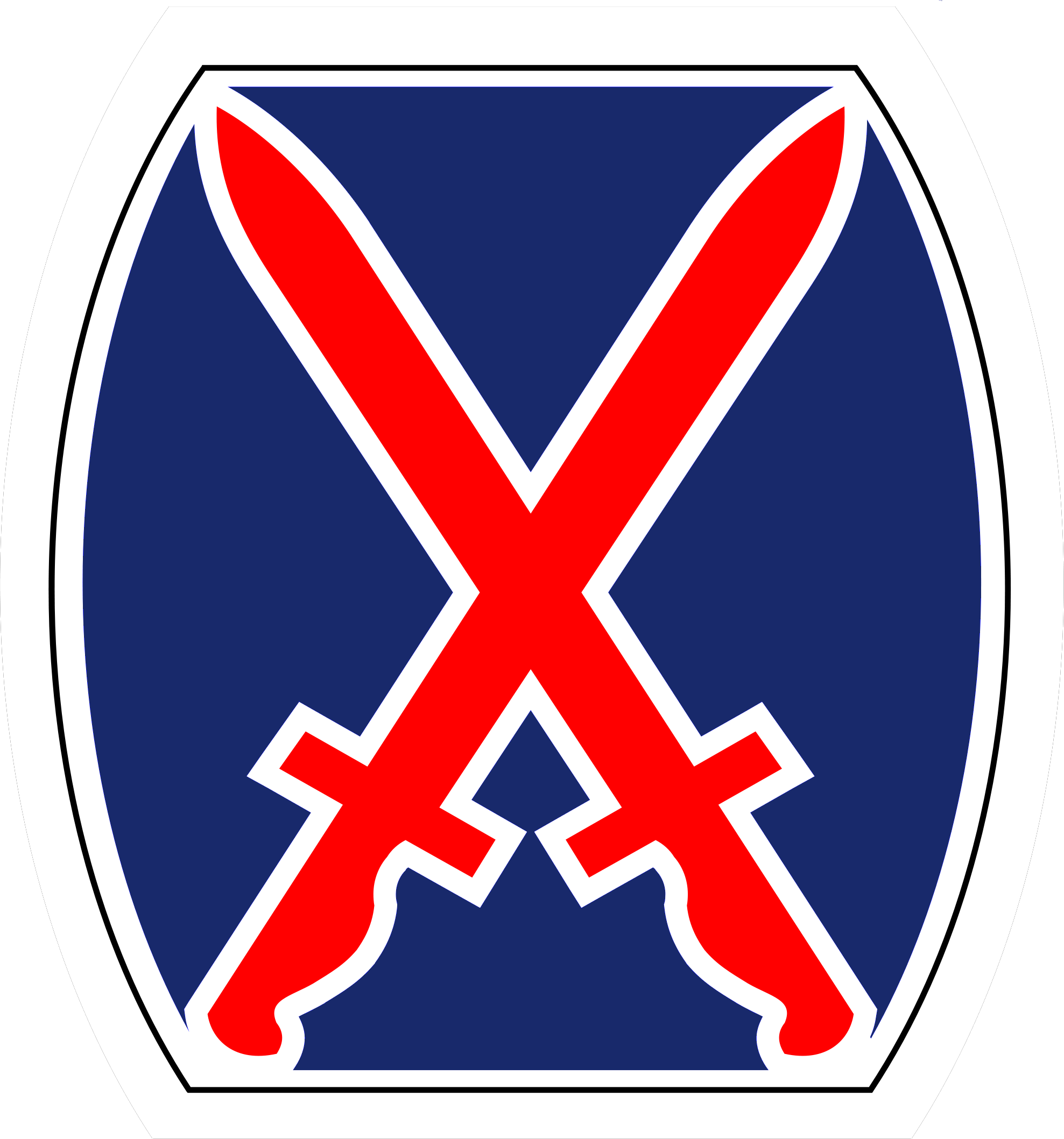
제10보병사단 (1948-1958)
제11보병사단 "Lafayette"
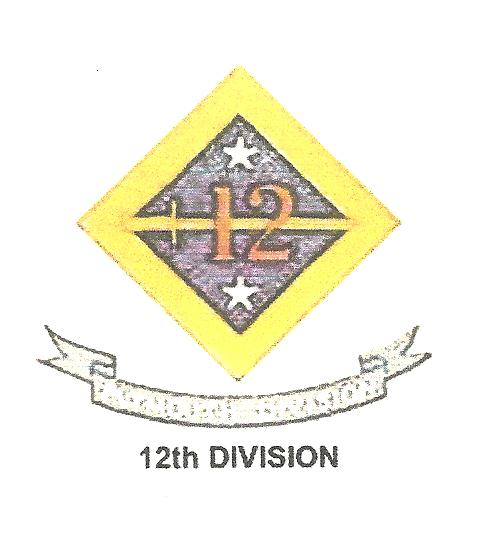
제12보병사단 "Plymouth" (WW1)
제12보병사단 (WW2)
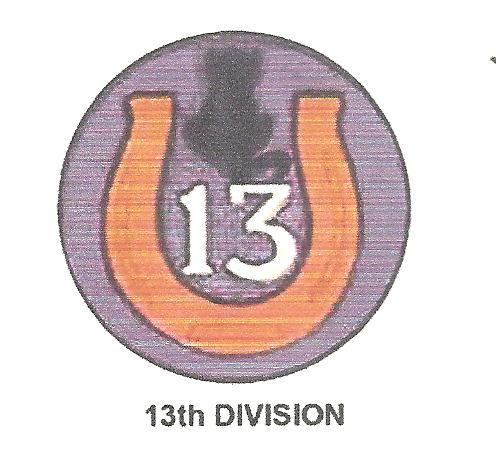
제13사단 "Lucky 13th" (WW1)
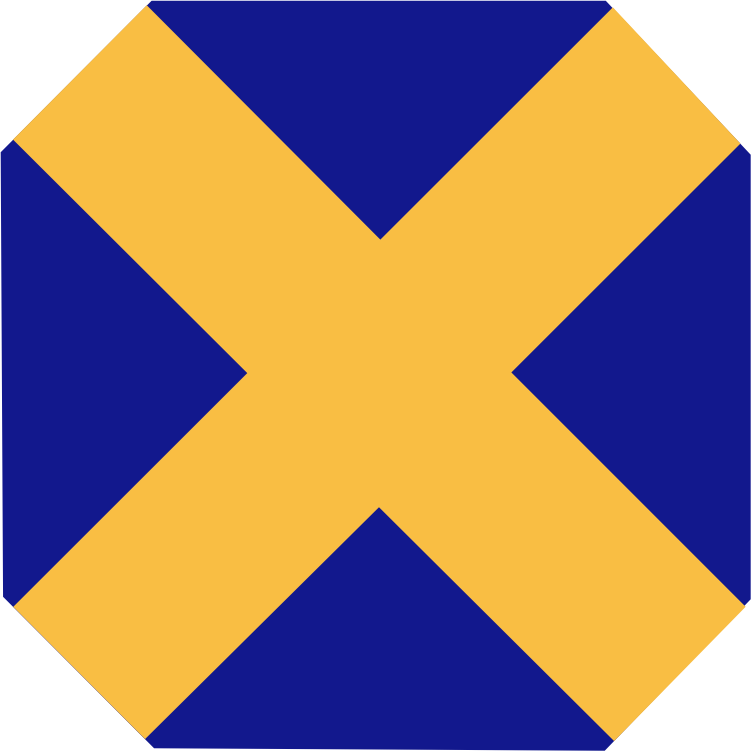
제14사단 (WW1)
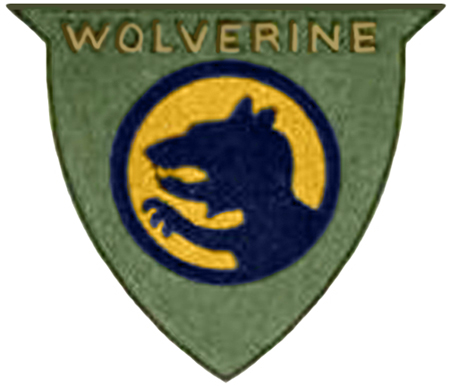
제14사단 "Woverline"
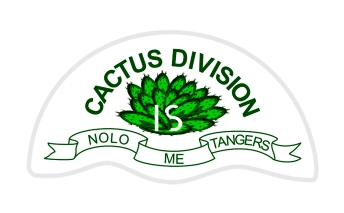
제18사단 "Cactus"
제23보병사단 "Americal"
제24보병사단 "Victory"
제26보병사단 "Yankee"
제27보병사단 "New York"
제30보병사단 "Old Hickory"
제31보병사단 "Dixie"
제32보병사단 "Red Arrow"
제33보병사단 "Prairie"
제37보병사단 "Buckeye"
제39보병사단 "Delta"
제41보병사단 "Jungleers"
제43보병사단 "Winged Victory"
제45보병사단 1924–1939
제45보병사단 "Thunderbird" 1939–1953
제46보병사단 "Iron Fist" 1947–1968
제47보병사단 "Viking"
제48보병사단 "Hurricane"
제51보병사단 "Rattlesnake"
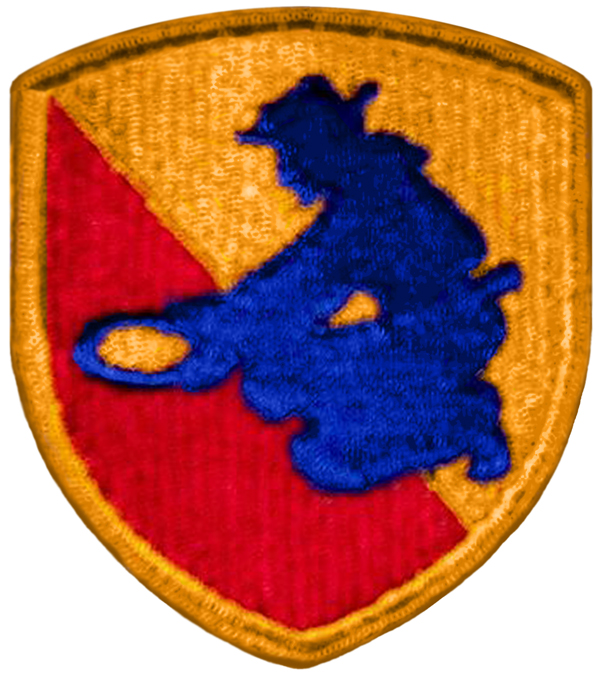
제49보병사단/제52보병사단 "Argonauts" (1947년 52에서 49로 변경)
제65보병사단 "Battle-Axe"
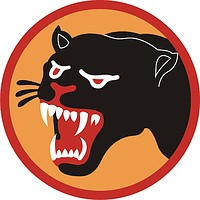
제66보병사단 "Black Panther"
제69보병사단 "Fighting Sixty-Ninth"
제70보병사단 "Trailblazers"
제71보병사단 "The Red Circle"
제75보병사단 "Make Ready"
제76보병사단 "Onway/Liberty Bell"
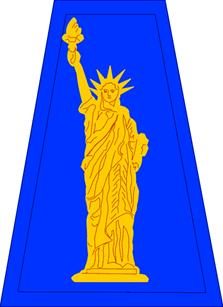
제77보병사단 "Statue of Liberty"
제79보병사단 "Cross of Lorraine"
제80보병사단 "Blue Ridge"
제83보병사단 "Thunderbolt"
제84보병사단 "Railsplitters"
제85보병사단 "Custer"
제87보병사단 "Golden Acorn"
제89보병사단 "Rolling W"
제90보병사단 "Tough 'ombres"
제92보병사단 "Buffalo Soldiers"
제93보병사단 "Blue Helmets"
제94보병사단 "Neuf Cats" 1942–1956
제96보병사단 "The Deadeye"
제97보병사단 "Trident"
제103보병사단 "Cactus"
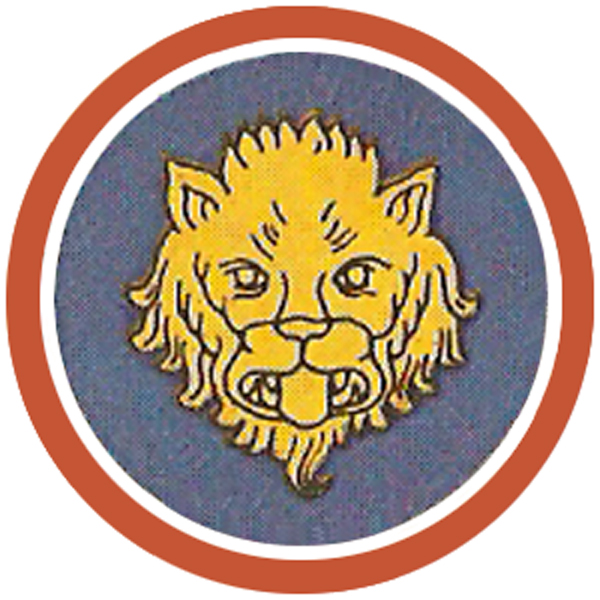
제106보병사단 "Golden Lion"
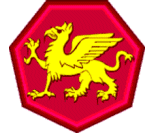
제108보병사단 "Golden Griffins"

#### 명칭

명칭 보병사단
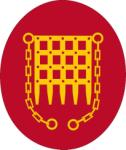
파나마 운하 사단
필리핀 사단
하와이 사단

#### 비실존

비실존 보병사단
제11보병사단 (포티튜드 작전)
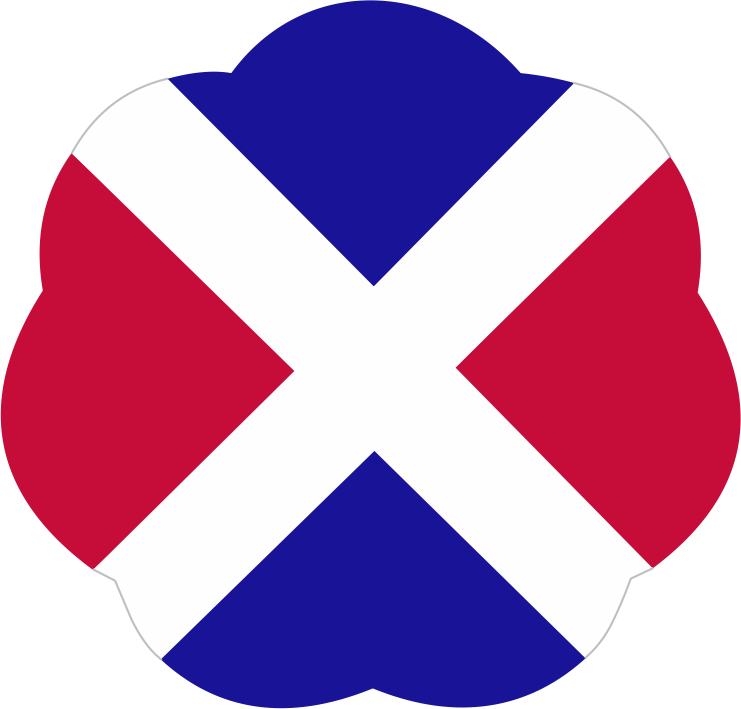
제17보병사단 (포티튜드 작전)
제22보병사단 (중동)
제46보병사단 (올덤 작전)
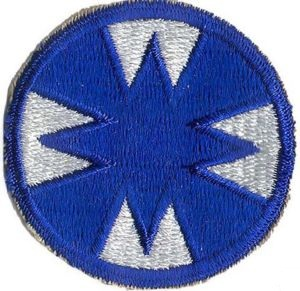
제48보병사단 (포티튜드 작전)
제50보병사단 (포티튜드 작전)
제55보병사단 (포티튜드 작전)
제59보병사단 "Rattlesnake"[1]
제119보병사단 (위드락 작전)
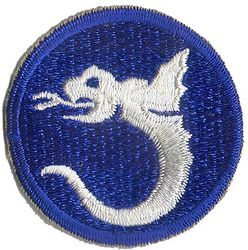
제130보병사단 (위드락 작전)
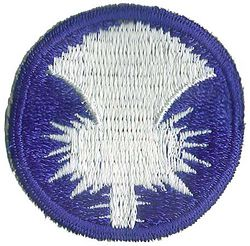
제141보병사단 (위드락 작전)
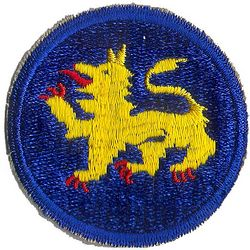
제157보병사단 (위드락 작전)

- 제105보병사단; 흑인(Negro)사단, 1942년 조직화 취소.
- 제107보병사단; 흑인(Negro)사단, 1942년 조직화 취소.

### 기병

제2기병사단
제3기병사단
제21기병사단
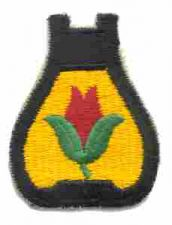
제24기병사단
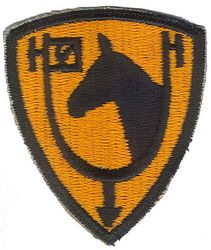
제61기병사단
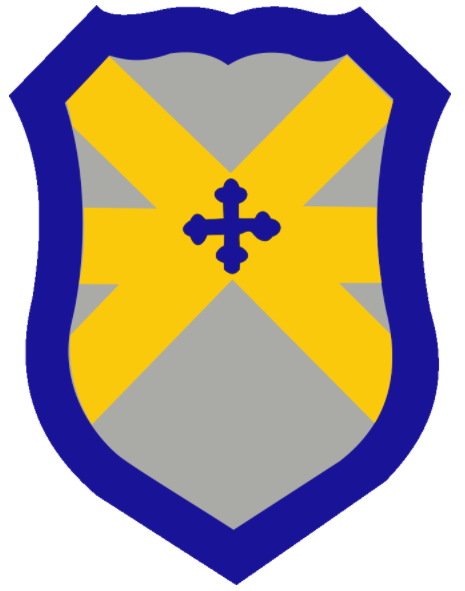
제62기병사단
제63기병사단
제65기병사단
제66기병사단

### 기갑

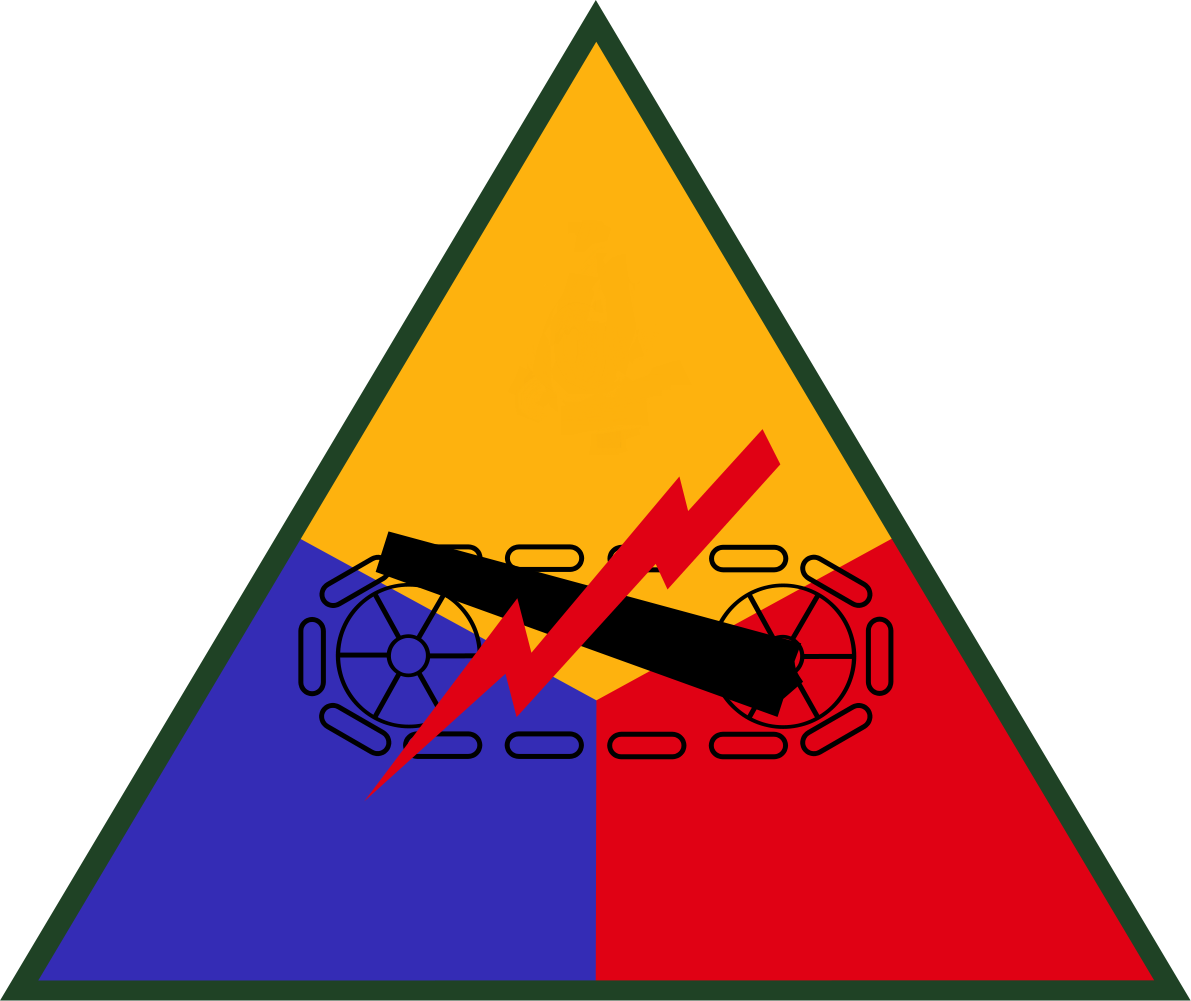
기갑군
제2기갑사단 "Hell On Wheels"
제3기갑사단 "Spearhead'
제4기갑사단 "Name Enough"
제5기갑사단 "Victory"
제6기갑사단 "Super Sixth"
제7기갑사단 "Lucky Seventh"
제8기갑사단 "Iron Snake"
제9기갑사단 "Phantom"
제10기갑사단 "Tiger"
제11기갑사단 "Thunderbolt"
제12기갑사단 "Hellcat"
제13기갑사단 "Black Cats"
제14기갑사단 "Liberators"
제16기갑사단 "Lightning Power"
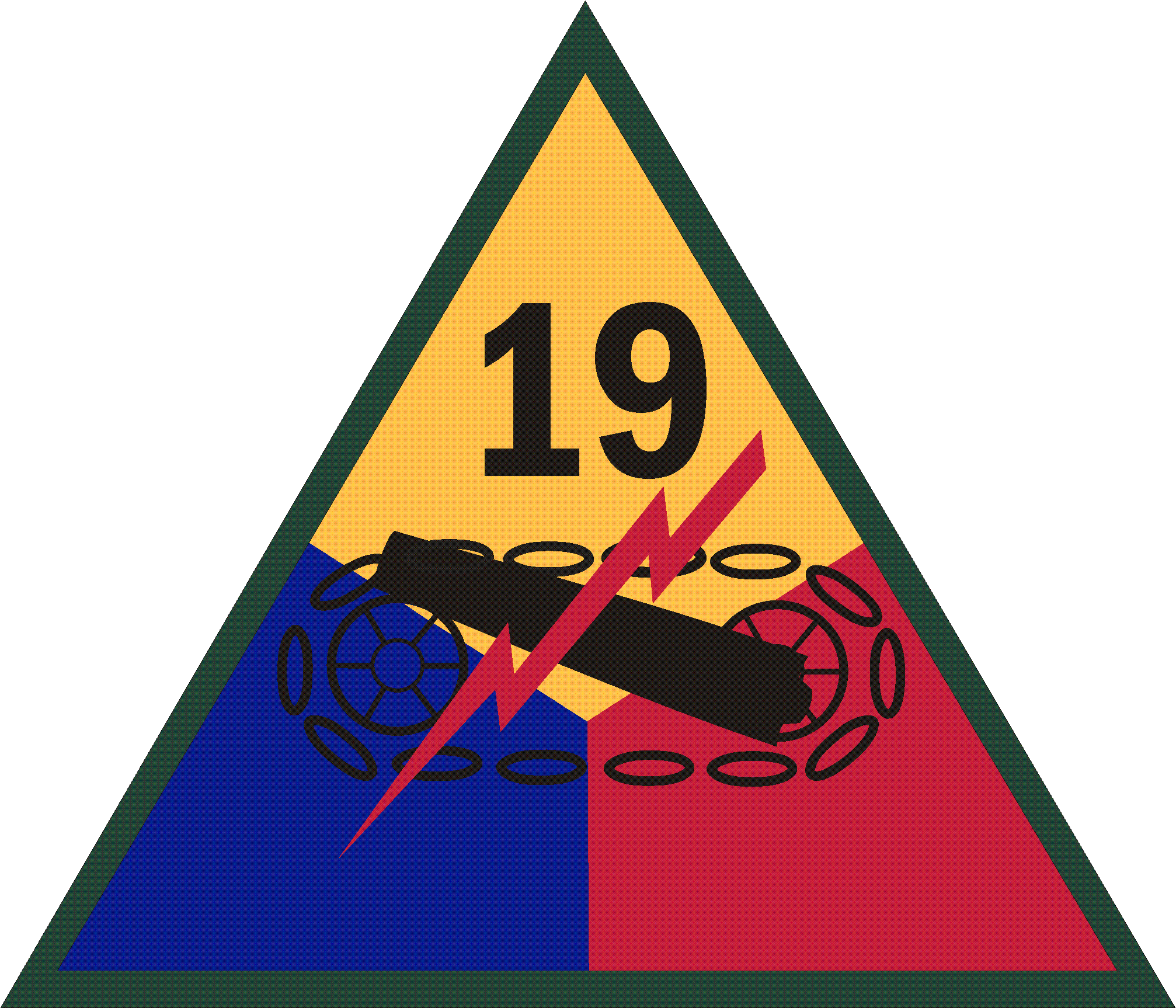
제19기갑사단
제20기갑사단 "Armoraiders"
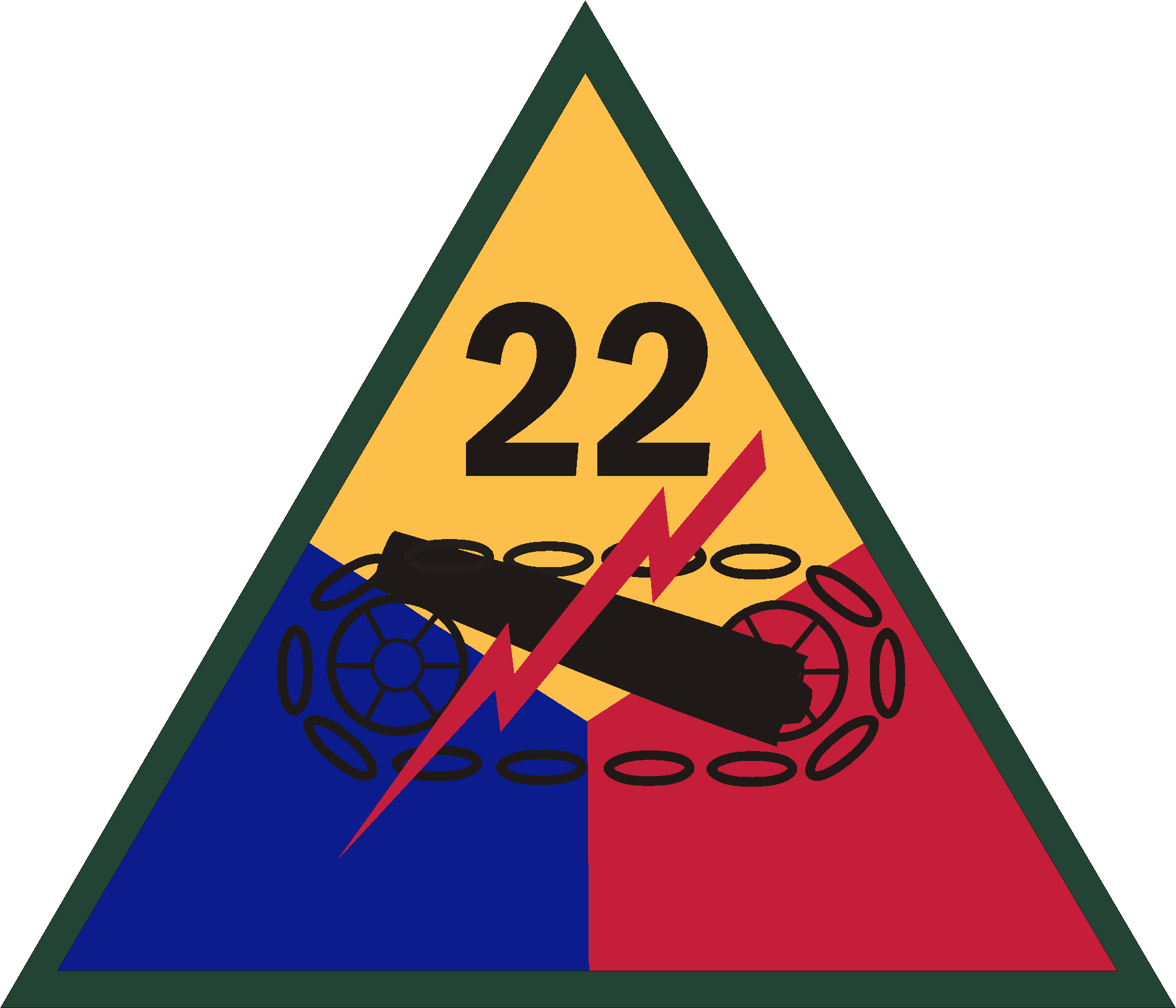
제22기갑사단
제27기갑사단 "Empire"
제30기갑사단 "Volunteers"
제40기갑사단 "Grizzly"
제48기갑사단 "Hurriance"
제49기갑사단 "Lone Star"
제50기갑사단 "Jersey Blues"

비실존 기갑사단
제15기갑사단 (포티튜드 작전)
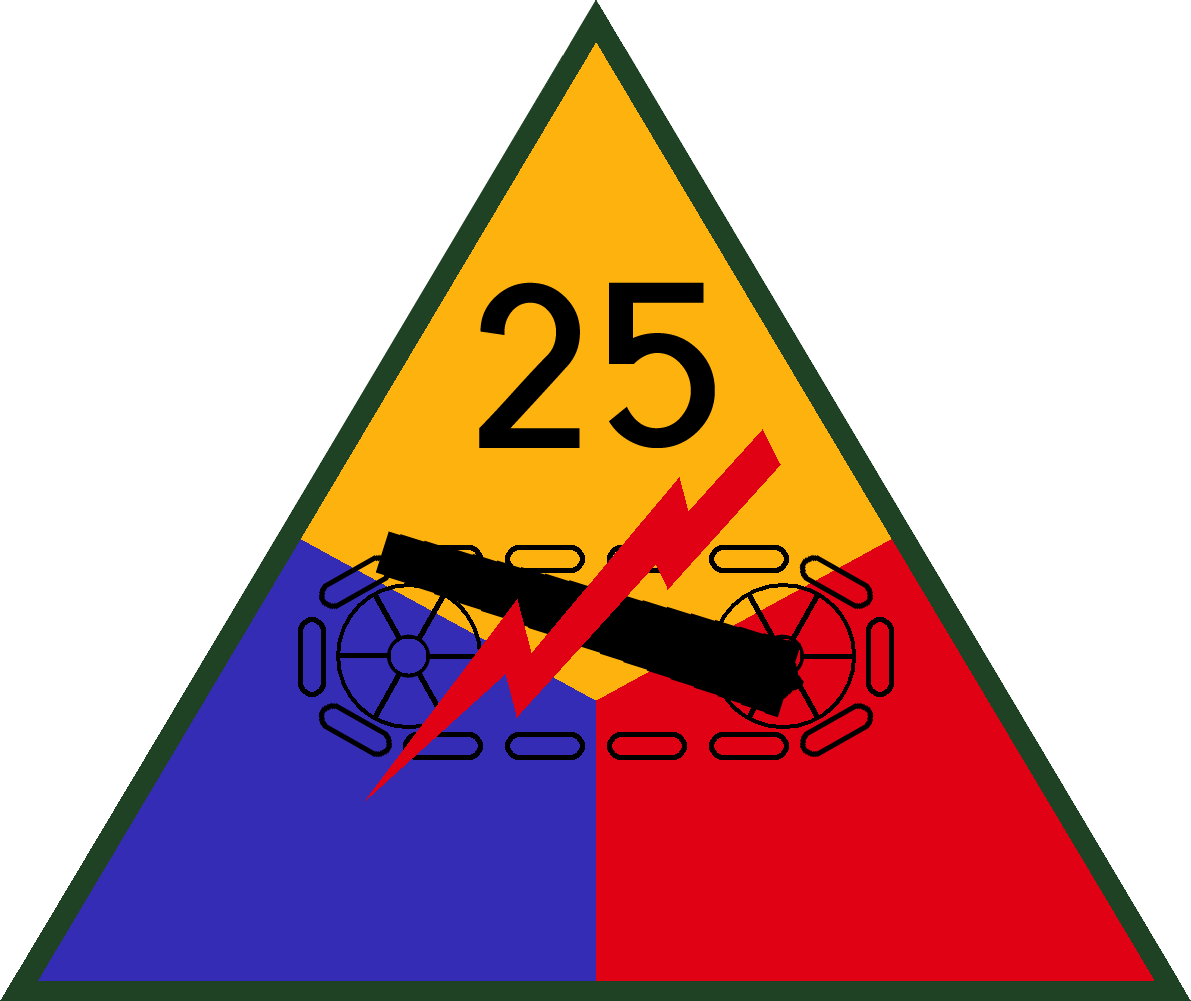
제25기갑사단 (포티튜드 작전)
제39기갑사단

### 공수

제11공수사단 "Angels"
제13공수사단 "Unicorn"
제17공수사단 "Golden Talons"
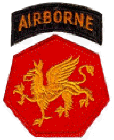
제108공수사단 "Golden Griffins" (1946-1952)

비실존 공수사단
제6공수사단 (벤데타 작전)
제9공수사단
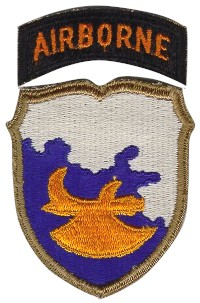
제18공수사단
제21공수사단
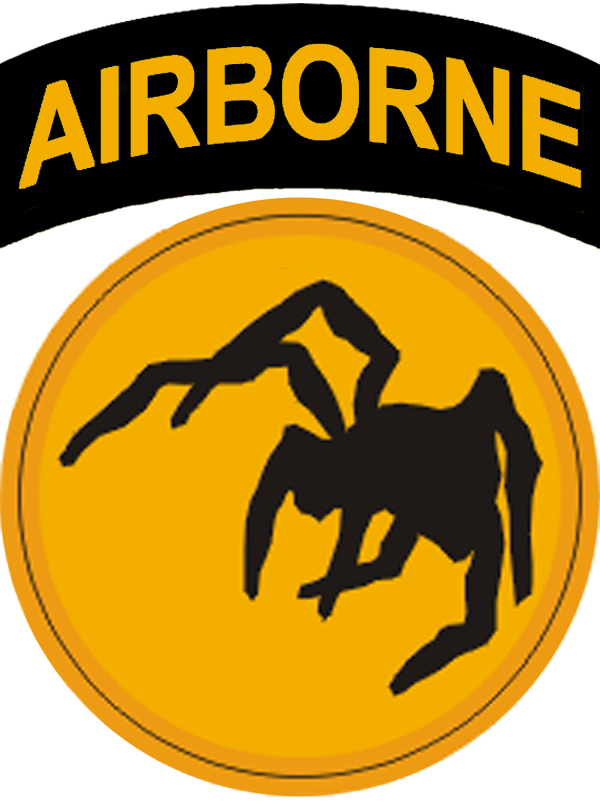
제135공수사단

## 같이 보기
- 미국 육군의 부대 목록
  - 사령부 목록
  - 야전군, 군집단 목록
  - 군단 목록
  - 여단 목록
  - 연대 목록

## 참고
1. ↑  Hesketh, Roger (1999). 《Fortitude:The D-Day Deception Campaign》 (영어). St Ermin's Press. ISBN 0-316-85172-8.

- “Special Designation Listing By Unit Number”. Center of Military History. 2008년 8월 1일. 2008년 5월 1일에 원본 문서에서 보존된 문서. 2008년 10월 27일에 확인함.